# Javier Ruiz Bonilla
Francisco Javier Ruiz Bonilla, más conocido como Javi Ruiz (Almería, España, 15 de marzo de 1980), es un futbolista español.
En la actualidad ejerce de Entrenador de porteros.
Desde diciembre de 2023 ejerce como  Entrenador de Porteros de la Selección de Qatar.
En diciembre de 2017 firmó por el Tianjin Quanjian de la Super League China. El 4 de octubre de 2018 Tianjin Quanjian rescinde el contrato de Paulo Sousa y todo su personal.
El 15 de julio de 2019-20 se une al Al Shahania SC (Catar) con el entrenador Pepe Murcia.
En 2020-21 trabajó en el equipo nacional de Libia bajo las órdenes de Javier Clemente.
En 2021-23 vuelve a Bélgica al KAS Eupen.
En la temporada 2023-24 ejerce de entrenador de porteros en el AEK Larnaca(Chipre).
En Diciembre dejó el equipo chipriota para unirse al Staff Técnico de la Selección de Qatar dirigida por Tintín Márquez.

## Trayectoria
Aunque nacido en Almería, Javi Ruiz se formó futbolísticamente en las categorías inferiores del Fútbol Club Barcelona. Tras pasar por el Barcelona C y el Barcelona B, en el mercado de invierno de la temporada 2001/02 fue cedido al Gimnàstic de Tarragona, de la Segunda División. La siguiente campaña afrontó una nueva cesión, esta vez a la UD Almería, también en la categoría de plata.
Posteriormente regresó al FC Barcelona y defendió la portería del filial durante la temporada 2003/04. En julio de 2004 fue cedido al CF Badalona, aunque la experiencia resultó fallida y regresó al club azulgrana en octubre.
Durante las siguientes temporadas fue el portero del Barcelona B, aunque casi siempre como suplente de Rubén Martínez.
La falta de oportunidades le llevó a rescindir su contrato con el club azulgrana el verano de 2006 y firmó por el UE Sant Andreu, de Segunda División B, donde permaneció un año como portero titular. Luego regresó a su Almería natal para enrolarse en la UD Adra, de Tercera División, aunque en el mercado de invierno de la temporada 2007/08 le llegó una oferta RCD Espanyol, que se encontraba sin guardametas por la lesión de Iñaki Lafuente y la marcha de Carlos Kameni para disputar la Copa de África.
No tuvo ocasiones para jugar en partido oficial con los periquitos, ya que el técnico, Ernesto Valverde, se decantó por el portero del filial, Kiko Casilla, hasta la recuperación de Lafuente y Kameni. Pese a ello, al término de la temporada el RCD Espanyol le renovó el contrato por dos años más, pasando a ser el tercer portero del equipo.
Permaneció dos temporadas más en el RCD Espanyol, aunque sin disponer de minutos de juegos. Finalmente, tras finalizar su contrato, quedó libre en julio de 2010.
Tras finalizar su carrera de futbolista con 32 años se marchó de las manos de Tintin Marquez y Josep Colomer al AS Eupen belga donde ejerció desde julio de 2012 hasta diciembre de 2017. 
Dejó el club belga(de mutuo acuerdo con su club) para incorporarse al Tianjin Quanjian(China). En la actualidad ejerce de entrenador de porteros dentro del personal técnico del portugués Paulo Sousa.

## Clubes
| Club                   | País   | Año        |
| ---------------------- | ------ | ---------- |
| Barcelona B            | España | 1999-2000  |
| FC Barcelona           | España | 2000-2002` |
| Gimnàstic de Tarragona | España | 2002       |
| UD Almería             | España | 2002-2003  |
| Barcelona B            | España | 2003-2004  |
| CF Badalona            | España | 2004       |
| Barcelona B            | España | 2004-2006  |
| UE Sant Andreu         | España | 2006-2007  |
| AD Adra                | España | 2007-2008  |
| RCD Espanyol           | España | 2008-2010  |
| Polideportivo Ejido    | España | 2010-2011  |
| CD Roquetas            | España | 2011- 2012 |

Kas Eupen (2012-2017)
Tianjin Quanjian (2018-...)